# ダラム教区

ダラム教区の紋章

ダラム教区の旗

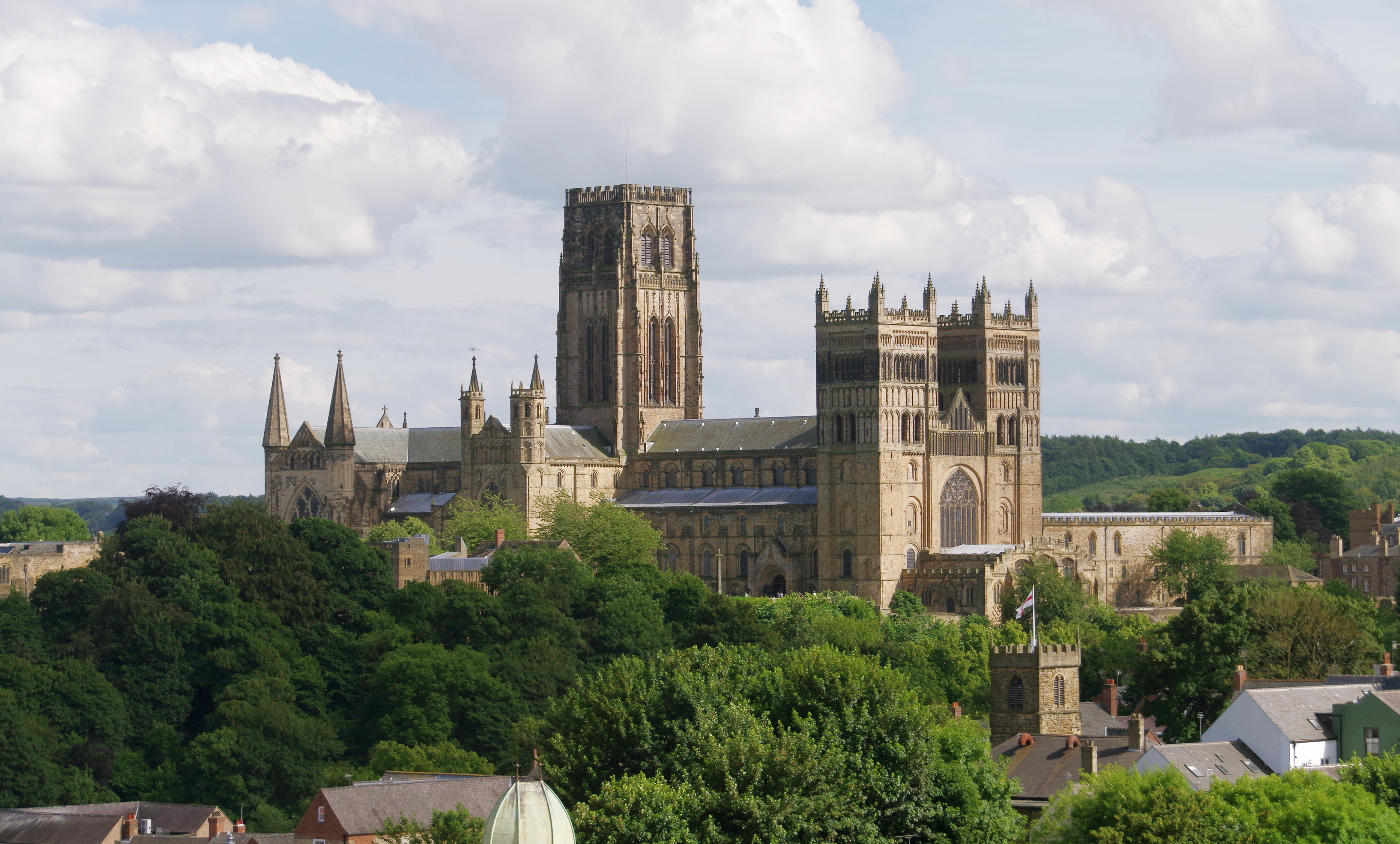
ダラム大聖堂

ダラム教区（ダラムきょうく、英語: Diocese of Durham）は、イングランド教会ヨーク管区に属する教区のひとつで、ダーラム市に拠点を置き、歴史的な「ダラム郡」（County of Durham）をカバーしていて、タイン川の南にあるタイン・アンド・ウィアの一部を含み、ただしティーズデイル南部を除く。教区内には、小教区が249、教会が292ある。
ダラム教区は、紀元635年にリンディスファーン教区として設立された。主教座聖堂はダラム大聖堂（北緯54度46分25秒 西経1度34分34秒 / 北緯54.77361度 西経1.57611度座標: 北緯54度46分25秒 西経1度34分34秒 / 北緯54.77361度 西経1.57611度）であり、主教はそこから離れたオークランド城（Auckland Castle）に住んでいたダーラム主教（Bishop of Durham｝であり、現在もそこにいる。教区の管理センターである教区事務所は、ダラムのすぐ外にあるストーンブリッジのカスバート・ハウスにあり、これは2015年にオープンしている。

## 大執事区と各大執事区の執事区
現在の３つの大執事区と、各大執事区内の執事区は上の英語版を見よ。

## 参照項目
- ヨーク管区
- イングランド教会の教会組織